# Styrax peruvianus
Styrax peruvianum là một loài thực vật có hoa trong họ Bồ đề. Loài này được Zahlbr. miêu tả khoa học đầu tiên năm 1892.